# Supraśl
Supraśl là một thị trấn thuộc huyện Białostocki, tỉnh Podlaskie ở đông-bắc Ba Lan. Thị trấn có diện tích 6 km². Đến ngày 1 tháng 1 năm 2011, dân số của thị trấn là 4606 người và mật độ 809 người/km².